# Lingvistická antropologie
V tomto článku byl použit překlad textu z článku Linguistic anthropology na anglické Wikipedii.
Lingvistická antropologie je interdisciplinární věda, která studuje vztahy mezi jazykem a kulturou. Přesněji, Alessandro Duranti, významný profesor antropologie z Univerzity La Sapienza v Římě, působící zároveň na Kalifornské univerzitě v Los Angeles, definuje lingvistickou antropologii jako interdisciplinární studium jazyka jako kulturního zdroje a mluvy jako kulturní praxe.

Společnost pro lingvistickou antropologii, která je součástí Americké antropologické asociace, uvádí, že lingvistická antropologie zkoumá, jak způsoby užívaní jazyka formují komunikační vzorce, vytvářejí kategorie sociální identity, uspořádají kulturní názory a ideologie a vybavují lidi běžnými kulturními reprezentacemi jejich přirozeného a sociálního světa.

## Historický vývoj
Lingvistická antropologie se vyvinula ze tří odlišných paradigmat. První, známá jako antropologická lingvistika, se zaměřuje na dokumentaci jazyků. Druhá - lingvistická antropologie - se zabývá teoretickými studiemi používání jazyka. Třetí, vyvinutá v průběhu posledních dvou nebo tří desetiletí, studuje otázky z jiných podoborů antropologie pomocí lingvistických metod. Ačkoli se vyvíjela postupně, všechna tři paradigmata se praktikují dodnes.

### První paradigma: antropologická lingvistika
První paradigma, antropologická lingvistika, je věnováno tématům jedinečným pro subdisciplínu. Tato oblast zahrnuje dokumentaci jazyků, které byly považovány za ohrožené vymíráním, se zvláštním zaměřením na jazyky domorodých severoamerických kmenů. Je to také paradigma nejvíce zaměřené na lingvistiku. Mezi lingvistická témata patří:
- Gramatický popis,
- Typologická klasifikace
- Lingvistická relativita

### Druhé paradigma: lingvistická antropologie
Přechod od antropologické lingvistiky k lingvistické antropologii signalizuje více antropologické zaměření na studium. Tento termín preferoval americký lingvista, antropolog a folklorista Dell Hymes, který spolu se svým kolegou z Kalifornské univerzity v Berkeley Johnem Gumperzem byl zodpovědný za myšlenku etnografie komunikace.
Termín lingvistická antropologie odrážel Hymesovu vizi budoucnosti, kde by byl jazyk studován v kontextu situace a ve vztahu ke komunitě, která jím mluví. Toto paradigma se však vyvinulo v kritickém dialogu s obory folkloru na jedné straně a lingvistiky na straně druhé. Hymes kritizoval fixaci folkloristů spíše na ústní texty než na verbální umění výkonu. Zároveň kritizoval kognitivistický posun v lingvistice ohlašovaný průkopnickým dílem Noama Chomského, který obhajoval etnografické zaměření na jazyk v použití.
Hymes měl mnoho revolučních přínosů v lingvistické antropologii, z nichž první byla nová jednotka analýzy. Na rozdíl od prvního paradigmatu, které se soustředilo na lingvistické nástroje, jako je měření fonémů a morfémů, jednotkou analýzy druhého paradigmatu se stala řečová událost. Řečová událost je definována jako událost, kde se řeč významně projevuje po celou dobu jejího trvání (např. přednáška nebo debata). To se liší od řečové situace, kde by řeč mohla vyskytnout jen teoreticky (např. večeře). Hymes také propagoval lingvisticko-antropologický přístup k etnopoetice. Doufal, že toto paradigma více spojí lingvistickou antropologii s antropologií. Hymesovy ambice však selhaly, protože druhé paradigma znamenalo distancování této dílčí disciplíny od zbytku antropologie.

### Třetí paradigma: antropologické otázky zkoumané pomocí lingvistických metod a dat
Třetí paradigma, které začalo koncem 80. let 20. století, přesměrovalo primární zaměření na antropologii tím, že poskytlo lingvistický přístup k antropologickým otázkám. Spíše než upřednostňování technických složek jazyka se antropologové třetího paradigmatu zaměřují na studium kultury pomocí lingvistických metod. Mezi témata patří:
- zkoumání osobních a sociálních identit
- sdílené ideologie
- konstrukce narativních interakcí mezi jednotlivci

## Současné oblasti zájmu
Současná lingvistická antropologie pokračuje ve výzkumu všech tří výše popsaných paradigmat:
1. Dokumentace jazyků
2. Studium jazyka prostřednictvím kontextu
3. Studium identity pomocí lingvistických metod

### Identita a intersubjektivita
Velké množství studií z lingvistické antropologii zkoumá otázky sociokulturní identity lingvisticky a diskurzivně. Na příklad, lingvistický antropolog Don Kulick tak učinil ve vztahu k identitě v řadě prostředí, nejprve ve vesnici zvané Gapun na severu Papuy-Nové Guineje. Zejména zkoumal, jak se ve vesnici Gapun používají dva jazyky vůči dětem: tradiční jazyk (Taiap), kterým se nemluví nikde jinde než v jejich vlastní vesnici, a Tok Pisin, široce rozšířený oficiální jazyk Nové Guineje. Mluvení jazykem Taiap je spojeno s místní identitou a také identitou, založenou na projevu osobní autonomie. Mluvení jazykem Tok Pisin je indexem na moderní, katolickou identitu, založenou nikoli na osobní autonomii, ale na identitě spojené s vůlí a schopností spolupracovat.
Další vědci jako zejména Émile Benveniste, Mary Bucholtz a Kira Hall, Benjamin Lee, Paul Kockelman, a Stanton Wortham přispěli k chápání identity jako intersubjektivity tím, že zkoumali způsoby, jak je konstruována v diskurzu.

### Socializace
V řadě studií se američtí lingvističtí antropologové Elinor Ochs a Bambi Schieffelin zabývaly antropologickým tématem socializace (proces, při kterém se kojenci, děti a cizinci stávají členy komunity, učí se podílet na její kultuře), a to pomocí lingvistických a dalších etnografických metod. Zjistili, že procesy enkulturace a socializace neprobíhají odděleně od procesu osvojování jazyka, ale že děti si jazyk a kulturu osvojují společně. Ochs a Schieffelin prokázali, že baby talk není univerzální, že směr adaptace (ať už je dítě nuceno se přizpůsobovat probíhající řečové situaci kolem něj nebo naopak) je proměnná, která koreluje například se směrem, kterým se dítě drží vůči tělu pečovatelky. V mnoha společnostech pečovatelky drží dítě čelem ven, aby ho orientovali na síť příbuzných, kterých se musí naučit rozpoznávat v raném věku.
Ochs a Schieffelin prokázali, že členové všech společností socializují děti jak k jazyku, tak i jeho prostřednictvím. Ochs a Schieffelin odhalili, jak se matky i otcové prostřednictvím přirozeně se vyskytujících příběhů vyprávěných během večeří v domácnostech bílé střední třídy v jižní Kalifornii, podíleli na replikaci mužské dominance (syndrom „otec ví nejlépe“) rozdělením rolí účastníků, jako je hlavní hrdinka (často dítě, ale někdy matka a téměř nikdy otec) a „problematizátor“ (často otec, který klade nepohodlné otázky anebo zpochybňuje kompetence protagonisty). Když matky spolupracovaly s dětmi, aby vyprávěly své příběhy, nevědomky se stávaly subjektem tohoto procesu.
Nedávnější výzkum Schieffelin odhalil socializační roli pastorů a dalších docela nových konvertitů Bosavi v komunitě Southern Highlands, Papua-Nová Guinea.  Pastoři zavedli nové způsoby předávání znalostí, nové lingvistické epistemické znaky — a nové způsoby, jak mluvit o čase. A potýkali se s těmi částmi Bible, které hovoří o schopnosti poznat vnitřní stavy druhých (např. Markovo evangelium, kapitola 2, verše 6–8), a do značné míry se jim bránily.

### Jazykové ideologie
Jedním z hlavních lingvisticko-antropologických témat jsou dnes jazykové ideologie, definované jako „sdílené části názorů o podstatě jazyka ve světě“.
Michael Silverstein, student Romana Jakobsona, prokázal, že tyto ideologie nejsou pouhým falešným vědomím, ale ve skutečnosti ovlivňují evoluci lingvistických struktur, včetně vypuštění "thee" a "thou" z každodenního používání angličtiny.
Profesorka Kathryn Woolardová z Kalifornské univerzity v San Diegu ve svém přehledu „přepínání kódů“ neboli systematické praxe střídání jazykových variet v rámci konverzace nebo dokonce jednoho výroku nachází základní otázku, kterou si antropologové kladou v praxi – Proč to dělají? Tahle otázka odráží dominantní lingvistickou ideologii, že lidé by měli být „opravdu“ monolotní a účinně zaměřeni na referenční jasnost, spíše než aby používali více variet najednou.
Jiní lingvisté provedli výzkum v oblastech jazykového kontaktu, ohrožení jazyka a „angličtiny jako globálního jazyka“. Například indický lingvista Braj Kachru zkoumal místní varianty angličtiny v jižní Asii, způsoby, kterými angličtina funguje jako lingua franca mezi multikulturními skupinami v Indii. Britský lingvista David Crystal přispěl ke zkoumání jazykového zániku a věnoval pozornost účinkům kulturní asimilace vedoucí k rozšíření jednoho dominantního jazyka v situacích kolonialismu.

### Ideologie zděděného jazyka
V poslední době se začíná na pole lingvistiky rozvíjet nový směr ideologických výzkumů - výzkum zděděných jazyků. Konkrétně aplikovaný lingvista Martin Guardado předpokládal, že ideologie zděděného jazyka jsou „poněkud proměnlivé sady porozumění, ospravedlnění, přesvědčení a soudů, které jazykové menšiny zastávají o svých jazycích“.  Guardado došel k závěru, že ideologie zděděných jazyků také obsahují očekávání a touhy jazykových menšin „s ohledem na význam těchto jazyků v životě jejich dětí a také na to, kdy, kde, jak a k jakým účelům by se tyto jazyky měly používat“. Ačkoli se pravděpodobně jedná o začínající směr výzkumu, je tato práce připravena přispět k pochopení toho, jak ideologie jazyka fungují v různých prostředích.

### Společenský prostor
V posledním příkladu tohoto třetího paradigmatu odvedla skupina lingvistických antropologů velmi kreativní práci na myšlence sociálního prostoru. Alessandro Duranti publikoval přelomový článek o samojských pozdravech a jejich využití a transformaci společenského prostoru. Indonéský lingvista Joseph Errington s využitím dřívějších prací Indonésanů, rozpracoval představu vzorového centra, centra politické a rituální moci, z něhož vycházelo příkladné chování. Errington předvedl, jak se Javští priyayi, jejichž předkové sloužili na jávských královských dvorech, stali vyslanci dlouho poté, co tyto dvory přestaly existovat, což představuje na celé Jávě nejvyšší příklad „vytříbené řeči“. Práce dalšího badatele Joela Kuiperse rozvíjí toto téma ve vztahu k ostrovu Sumba v Indonésii.
Michael Silverstein se v této myšlence vzorových center snaží najít maximální teoretický význam a použitelnost. Ve skutečnosti má pocit, že idea vzorového centra je jednou ze tří nejdůležitějších poznatků lingvistické antropologie. Zobecňuje tento pojem tím, že tvrdí, že "existují institucionální "systémy interakce", historicky podmíněné, ale strukturované. V rámci těchto rozsáhlých, makrosociálních systémů začínají tyto rituální centra semiózy vyvíjet vliv na jakoukoli konkrétní událost diskurzivní interakce s ohledem na jiné verbální významy a jiné sémiotické formy, použité v ni." Současné přístupy lingvistických antropologů k takovým klasickým antropologickým tématům, jako je rituál, zdůrazňují nikoli statické lingvistické struktury, ale rozvíjení "hypertrofické“ sady paralelních řádů ikoničnosti a indexikality v reálném čase, které, jak se zdá, způsobují, že rituál vytváří svůj vlastní posvátný prostor prostřednictvím toho, co se často jeví jako magie textové a netextové synchronizace.

### Rasa, třída a pohlaví
Mnoho vědců se zaměřuje své výzkumy na oblast protínaní jazyka a zvláště význačných sociálních konstruktů rasy (a etnicity), třídy a pohlaví (a sexuality). Tyto práce obecně zvažují role sociálních struktur (např. ideologií a institucí) souvisejících s rasou, třídou a pohlavím (např. manželství, práce, popkultura, vzdělání) z hlediska jejich konstrukcí a z hlediska prožitých zkušeností jednotlivců.

### Etnopoetika
Etnopoetika je metoda zaznamenávání textových verzí ústní poezie nebo narativních výstupů (tj. verbální tradice), která využívá poetické linie, verše a sloky (místo odstavců prózy) k zachycení formálních, poetických prvků performance, které by se jinak v psaných textech ztratily. Cílem každého etnopoetického textu je ukázat, jak techniky jedinečných orálních performerů zvyšují estetickou hodnotu jejich vystoupení v rámci jejich specifického kulturního kontextu. Mezi hlavní přispěvatele etnopoetické teorie patří Jerome Rothenberg, Dennis Tedlock a Dell Hymes. Etnopoetika je považována za podobor etnologie, antropologie, folkloristiky, stylistiky, lingvistiky, literatury a translatologie.

### Ohrožené jazyky: jazyková dokumentace a revitalizace
Ohrožené jazyky jsou jazyky, které nejsou předávány dětem jako jejich mateřský jazyk nebo které mají z různých důvodů klesající počet mluvčích. Proto se po několika generacích těmito jazyky již nemusí mluvit. Antropologové se zapojují do komunit, zabývajících se ohroženými jazyky, prostřednictvím jazykové dokumentace a revitalizačních projektů.
V projektu jazykové dokumentace výzkumníci pracují na vývoji záznamů jazyka – tyto záznamy mohou být terénní poznámky a audio nebo video nahrávky. Aby bylo možné dodržovat osvědčené postupy dokumentace, měly by být tyto záznamy jasně označeny a bezpečně uloženy v nějakém archivu. Franz Boas byl jedním z prvních antropologů zapojených do jazykové dokumentace v Severní Americe a podporoval vývoj tří klíčových materiálů: 1) gramatik, 2) textů a 3) slovníků.
Revitalizace jazyka je praxe přinášení jazyka zpět do běžného užívání. Snahy o revitalizaci mohou mít podobu výuky jazyka pro nové mluvčí nebo podpory dalšího používání v rámci komunity. Jedním z příkladů projektu jazykové revitalizace je jazykový kurz Lenape vyučovaný na Swathmore College v Pensylvánii. Cílem kurzu je učit domorodé i nepůvodní studenty jazyku a kultuře Lenape.
Rekultivace jazyka, jako podmnožina revitalizace, znamená, že jazyk byl komunitě odebrán, a řeší se jejich zájem o oživení jejich jazyka podle jejich vlastních podmínek. Rekultivace jazyka řeší dynamiku moci spojenou se ztrátou jazyka. Povzbuzování těch, kteří již jazyk znají, aby jej používali, rozšiřování oblastí použití a zvyšování celkové prestiže jazyka jsou součástmi rekultivace. Jedním z příkladů je, že jazyk Miami byl obnoven ze stavu „zaniklého“ prostřednictvím rozsáhlých archivů.
Zatímco oblast lingvistiky je zaměřena také na studium jazykových struktur ohrožených jazyků, antropologové k této oblasti rovněž přispívají svým důrazem na etnografické chápání společensko-historického kontextu ohrožení jazyků, ale také projektů revitalizace a rekultivace jazyka.

## Lingvistická antropologie v Česku
První publikace, která vyšla v ČR, a která se věnuje výhradně lingvistické antropologii, je kniha Jazyk, kultura a společnost: úvod do lingvistické antropologii od Zdeňka Salzmanna. Své dílo tento česko-americký lingvista vydal nejdřív ve Spojených státech v 1993, v roce 1997 se ukázalo v češtině. Dalšími významnými učebnicemi z lingvistické antropologie jsou díla Miroslava Černého Homo loquens: Vybrané kapitoly z lingvistické antropologie (2009) a Jana Pokorného Lingvistická antropologie: jazyk, mysl a kultura (2010).
Je třeba poznamenat, že lingvistická antropologie pod stejnojmennou hlavičkou je více méně čistě americká záležitost. V Česku, a dokonce i v Evropě, témata lingvistické antropologie často pokrývají jiné disciplíny, zejména sociolingvistika a etnolingvistika nebo obecněji kulturní lingvistika, která se obzvlášť specializuje na zkoumání jazykového obrazu světa.
V českém univerzitním prostředí proto otázky lingvistické antropologie jsou většinou skryté v předmětech kulturní, sociokulturní, nebo dokonce politické antropologie. Avšak Ústav etnologie a středoevropských a balkánských studií FF UK nabízí studentům předmět Lingvistická antropologie střední Evropy, který je epistemologicky odlišný od etnolingvistiky a kulturní lingvistiky, a probíraná výzkumná data pocházejí z domácího regionu střední Evropy, ne Latinské Ameriky, na kterou většinou obracejí pozornost díla, zmíněná výše. Během kurzu studenti mají možnost se seznámit s řadou lingvistických textů, které se zabývají zejména těmito tématy: